# Infirmier sapeur-pompier
Pour les articles homonymes, voir ISP.
En France, les infirmiers sapeurs-pompiers (dont le sigle est I.S.P.) sont des infirmiers ou des sages-femmes (volontaires ou professionnels) engagés au sein du  Service de santé et de secours médical du Service départemental d'incendie et de secours des sapeurs pompiers.

## Origines
La création du statut d'infirmier sapeur-pompier est ancienne et le Service de santé et de secours médical est précurseur dans la création de cette réponse graduée[réf. souhaitée]. Certains SAMU ont repris cette idée de médicalisation sur protocole et certains d'entre eux commencent à envoyer un infirmier seul armé de protocoles de soins infirmiers.
Ils permettent un échelon de réponse supplémentaire entre les secouristes et le SMUR, permettant de libérer une équipe médicale lorsque le cas dépasse les compétences des secouristes mais ne nécessite pas la présence d'un médecin, et qu'une prise en charge spécialisée peut être faite pour assurer des soins conservatoires, sur protocole, en attendant l'intervention d'un SMUR, plus éloigné. Ils doivent rendre compte des protocoles mis en œuvre et de l'état de santé du patient pris en charge au médecin régulateur du SAMU, par téléphone ou par radio.
Cette fonction correspond aussi à une obligation professionnelle des infirmiers. L'article R4311-14 du Code de la santé publique dispose : "En cas d'urgence et en dehors de la mise en œuvre du protocole, l'infirmier ou l'infirmière décide des gestes à pratiquer en attendant que puisse intervenir un médecin. Il prend toutes mesures en son pouvoir afin de diriger la personne vers la structure de soins la plus appropriée à son état." L'obligation de soin d'urgence s'impose donc à l'ensemble des infirmiers quel que soit leur niveau de formation en l'absence d'un médecin. Il est de leur responsabilité d'organiser l'orientation de la victime vers la structure de soin adapté.

## Missions spécifiques
En complément de leurs compétences infirmières, les infirmiers sapeur-pompier ont plusieurs missions spécifiques :
- surveillance de la condition physique des sapeurs-pompiers
- exercice de la médecine professionnelle et d'aptitude des sapeurs-pompiers (visites médicales)
- conseil en matière de médecine préventive, d'hygiène et de sécurité,
- soutien sanitaire des interventions des services d'incendie et de secours et les soins d'urgence aux sapeurs-pompiers (soutien sanitaire et psychologiques lors d'opérations de secours importantes).
- participation à la formation des sapeurs-pompiers au secours à personnes
- surveillance de l'état de l'équipement médico-secouriste du service.
- missions de secours d'urgence définies par l'article L. 1424-2 et par l'article 2 de la loi nº 86-11 du 6 janvier 1986 relative à l'aide médicale urgente et aux transports sanitaires ;

Le fondement historique et en nombre d'heures de travail par an de leurs missions reste leur participation à la médecine professionnelle des Sapeurs Pompiers.
Le rôle de l'infirmier sapeur-pompier dans le cadre de la médecine d'urgence s'apparente au rôle des paramedic anglo-saxons (qui sont des techniciens ambulanciers spécialistes de l'urgence médicale préhospitalière). Au Royaume-Uni, les paramedic sont des praticiens de santé autonomes qui ont la formation et la capacité de prendre des décisions et des initiatives pour le traitement et l'orientation de leurs patients. Voire article Paramedics in the United Kingdom).
Les ISP sont habilités à mettre en place des protocoles de soins infirmiers  spécifiques établis par le médecin responsable du Service de santé et de secours médical et à effectuer certains gestes de première urgence complémentaires : notamment la pose d'une voie veineuse périphérique, l'administration de médicaments (antalgique, tonicardiaque, antiarythmique, bronchodilatateur, anticonvulsivant, glucose) voire de pratiquer l'intubation trachéale en fonction de leurs formations (Infirmier Anesthésiste Diplômé d'État).

## Formation
En France, le prérequis est le diplôme d'État d'infirmier ou de sage-femme
La formation initiale d'application (F.I.A.) des I.S.P. comprend quatre modules :
- le Tronc Commun de Sécurité Civile, réalisé à l'École Nationale Supérieure des Officiers de Sapeurs Pompiers[3]
- le secourisme (niveau PSE2)[4]
- le DIU SSSM des SDIS, module Santé Publique (Université de Strasbourg et Bordeaux)[5]
- le DIU SSSM des SDIS, module Urgence

À l'issue de la formation, l'infirmier de sapeurs-pompiers se voit décerner le brevet d'infirmier de sapeurs-pompiers.
Il existe une formation pour les ISP volontaires, et une autre pour les ISP professionnels.
Par la suite, les ISP peuvent suivre des formations d'application à l'emploi (FAE) en fonction de leur affectation :
- FAE d'infirmier de groupement
- FAE d'infirmier de chefferie.

## Association, représentativité et rencontres
Les infirmiers sapeurs-pompiers sont représentés au sein de la Fédération Nationale des Sapeurs-Pompiers de France par le biais d'un Groupe Catégoriel Technique Infirmier. Ils sont également présents dans les principaux syndicats (Syndicat National des Sapeurs-Pompiers professionnels). Enfin, l'Association Nationale des Infirmiers de Sapeurs-Pompiers (ANISP), réunit les ISP, à l'occasion des Journées Nationales des Infirmiers de Sapeurs Pompiers (JNISP) afin de promouvoir leur métier, échanger et communiquer. Ce congrès représente le plus grand rassemblement national des ISP. 
Les JNISP 2014 se sont déroulées les 21 et 22 novembre[Quand ?] à Antibes[réf. nécessaire].   
Les JNISP 2016 se sont déroulées les 9 et 10 novembre à Arcachon[réf. nécessaire].   
Les ISP peuvent également se rencontrer à l'occasion des journées des SSSM, organisées par la FNSPF. Celles-ci regroupent l'ensemble des professionnels de santé des SSSM.
Lors des congrès nationaux de la fédération, un carrefour infirmier se tient afin de présenter les avancées statutaires.